# Судебный комитет Тайного совета
Судебный комитет Тайного совета (англ. Judicial Committee of the Privy Council, JCPC) — один из высших судов Великобритании, учреждённый на основании Закона о Судебном комитете 1833 для слушания апелляций, которые до этого направлялись Королю в совете. В просторечии его просто называют Тайным советом, так как апелляции фактически направляются Королю как Его Величеству в Совете, который затем передаёт дело в Судебный комитет для «консультации». Он также является высшим апелляционным судом (или судом последней инстанции) в нескольких независимых странах Содружества, заморских территориях Великобритании и британских коронных территориях.
Слушание конкретного дела судейской коллегией (обычно пятью судьями) известно как «совет». В состав Судебного комитета входят судьи высших судов Англии и Уэльса, Шотландии, а также стран Содружества; основную работу выполняют судьи Верховного суда (до 2005 г. — члены апелляционного комитета Палаты лордов).
В республиках Содружества апелляции направляются напрямую в Судебный комитет. В случае с Брунеем апелляции направляются султану, который консультируется с Судебным комитетом. В прошлом Судебный комитет ограничивался только одним советом, но с 1960-х годов стал предоставлять и особые мнения. В июле 2007 года Судебный комитет постановил, что имеет право отступить от прецедента, если им принято решение о некорректности его собственных предшествующих решений.
18 декабря 2006 года Судебный комитет вошёл в историю тем, что впервые за более чем 170 лет выехал за пределы Лондона и пять дней провёл на Багамских Островах. Лорд Бингем, лорд Браун, лорд Карсуэлл, баронесса Хейл и лорд Скотт отправились на Багамские Острова для особого заседания по приглашению Джоан Сойер, тогдашнего председателя Апелляционного суда Багамских Островов. В декабре 2007 года Комитет снова отправился на Багамские Острова для второго заседания. На этот раз лорд Хоуп, лорд Роджер, лорд Уокер, лорд Мани и сэр Кристофер Роуз в ходе визита слушали несколько дел. В конце заседания лорд Хоуп отметил, что заседания Комитета на Багамских Островах могут продолжаться и в будущем. В 2009 году Комитет снова заседал на Багамских Островах.
1 октября 2009 года Судебный комитет переехал из Палаты Тайного совета на Даунинг-стрит в бывшую мидлсексскую ратушу, в которой в 2007 году была проведена реконструкция для размещения в ней СКТС и только что образованного Верховного суда Великобритании. В этом реставрированном здании проходят заседания Тайного совета.

## Внутренняя юрисдикция
Судебная система Великобритании необычна тем, что в ней нет единого национального верховного суда; в некоторых случаях высшим апелляционным судом является Судебный комитет, тогда как в большинстве других случаев высшим апелляционным судом является Верховный суд Великобритании. В Шотландии высшим судом по уголовным делам является Высший уголовный суд, Верховный же суд Великобритании занимается там гражданскими делами и вопросами, связанными с делегированием власти Шотландии.
Тайный совет обладает юрисдикцией по следующим внутренним вопросам:
- Апелляции против планов Церковной комиссии (которая управляет имуществом англиканской церкви);
- Апелляции из церковных судов (Арчский суд Кентербери и канцлерский суд Йорка) по не церковным правовым вопросам;
- Апелляции из Высокого рыцарского суда[6];
- Апелляции из адмиралтейского суда Пяти портов;
- Апелляции из призовых судов;
- Апелляции Дисциплинарной комиссии Королевского ветеринарного колледжа[7];
- Споры по Закону палаты общин «О дисквалификации» 1975.

Кроме того, Правительство (через Короля) может направить в комитет любое дело для «рассмотрения и отчёта».
Решения Судебного комитета по иностранным делам являются лишь «убедительным прецедентом» для других судов Соединённого королевства; поэтому, хотя суды и учитывают их, они не являются обязательными.
Судебный комитет Тайного совета является судом последней инстанции для англиканской церкви. Там слушаются апелляции из Арчского суда Кентербери и Канцлерского суда Йорка, за исключением вопросов доктрины, ритуала и церемоний, которые направляются в Суд по духовным вопросам. По Закону о церковной дисциплине 1840 и Закону об апелляционной юрисдикции 1876 все архиепископы и епископы могли избираться членами Судебного комитета.
До принятия Акта о конституционной реформе 2005 года Судебный комитет Тайного совета был судом последней инстанции по вопросам, связанным с делегированием власти территориальным частям Великобритании, кроме Англии. 1 октября 2009 года эта юрисдикция была передана новому Верховному суду Великобритании.

## Зарубежная юрисдикция
Комитет обладает юрисдикцией по апелляциям в 31 государстве Содружества (включая 13 независимых).
Апелляции адресуются «Его Величеству в совете» из восьми независимых стран и 18 других территорий:
- Королевства Содружества — Антигуа и Барбуда, Багамские Острова, Гренада, Сент-Винсент и Гренадины, Сент-Китс и Невис, Сент-Люсия, Тувалу и Ямайка;
- Государства, ассоциированные с Новой Зеландией — Ниуэ и Острова Кука;
- Коронные территории — Джерси и Гернси, Олдерни, Сарк и Остров Мэн;
- Британские заморские территории — Ангилья, Бермудские острова, Британские Виргинские острова, Гибралтар, Каймановы острова, Монтсеррат, Острова Питкэрн, Острова Святой Елены, Вознесения и Тристан-да-Кунья, Острова Теркс и Кайкос, Фолклендские острова, Британская Антарктическая территория и Южная Георгия и Южные Сандвичевы острова;
- Зоны военных баз Соединённого королевства Акротири и Декелия на Кипре.

Апелляции адресуются непосредственно в Судебный комитет из четырёх стран:
- Республики в рамках Содружества — Доминика, Маврикий, Тринидад и Тобаго и Кирибати (только по вопросам конституционного права).

Апелляции адресуются главе государства:
- Бруней (королева Елизавета II и султан Хассанал Болкиах договорились, что Судебный комитет будет слушать дела и отчитываться перед султаном)[8].

## Члены

### Состав
В Судебный комитет входят:

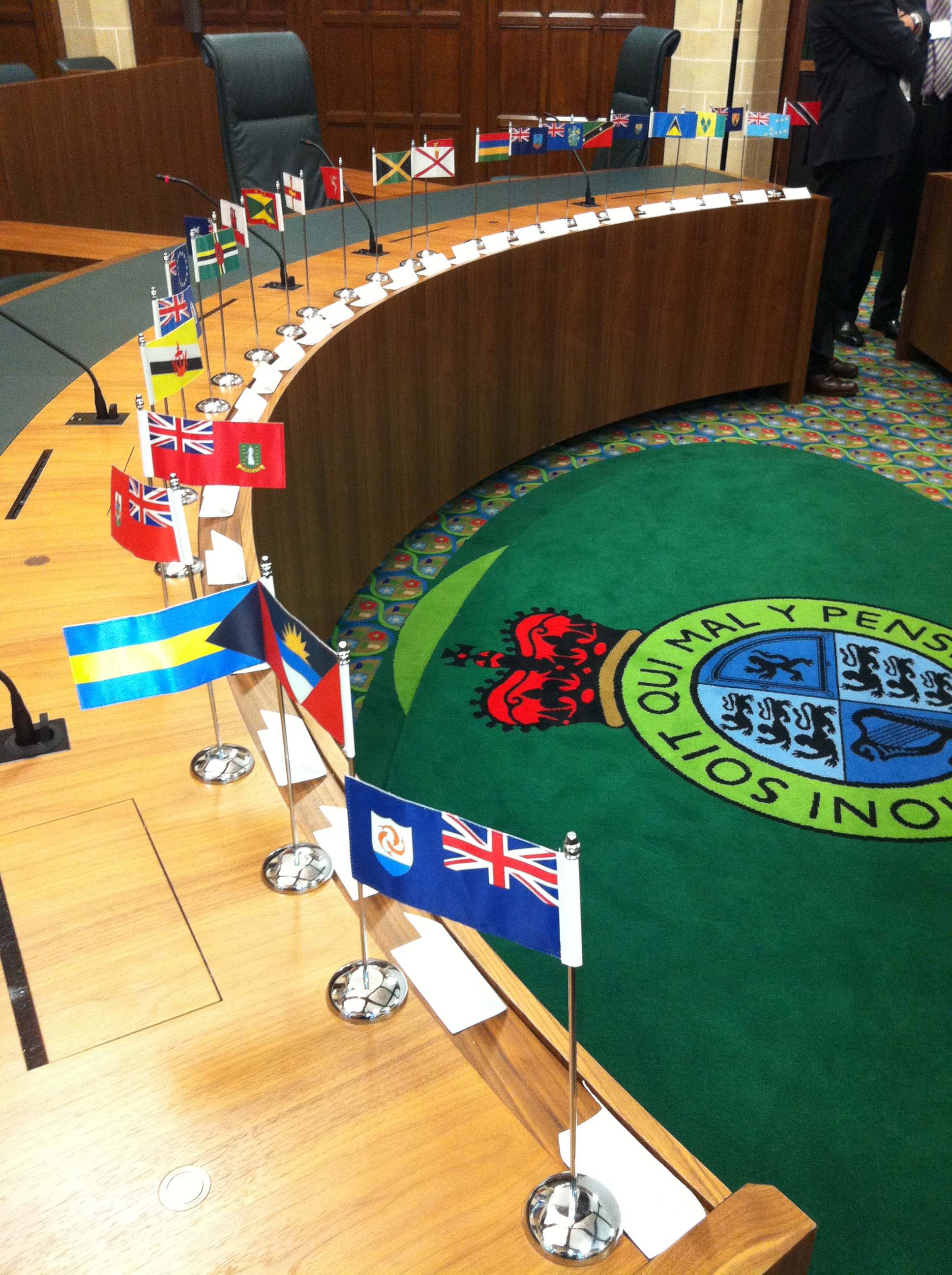
Зал заседаний Судебного комитета Тайного совета в Мидлсексской ратуше

- Судьи Верховного суда Великобритании (ранее «члены палаты лордов по рассмотрению апелляций»);
- Другие судебные лорды;
- Члены Тайного совета, являющиеся или являвшиеся судьями Апелляционного суда Англии, Внутренней палаты Сессионного суда Шотландии или Апелляционного суда Северной Ирландии;
- Члены Тайного совета, являющиеся судьями некоторых высших судов стран Содружества.

Основную работу выполняют судьи Верховного суда, которые получают плату за полный рабочий день и в Верховном суде, и в Тайном совете. Зарубежные судьи могут не присутствовать в суде, когда слушаются определённые внутренние дела — они зачастую участвуют в слушаниях дел из своих стран.

### Регистраторы Судебного комитета
- Луиз Ди Мамбро с 2010;
- Мэри Макдональд (2005—2010);
- Джон Уотерстон (1998—2005);
- судья Оуэн (1983—1998);
- Эрик Милс (1966—1983);
- Лесли Аптон (1963—1966);
- Эйлмер Патерсон (1954—1963);
- Колин Смит (1934—1940);
- Сэр Чарльз Генри Лоуренс (1909—1934)[9];
- Джордж Фейбер (1887—1896).

## Сокращение числа стран, подающих апелляции
Первоначально все королевства Содружества и их территории сохраняли за собой право на подачу апелляций в Тайный совет. Многие из тех, которые стали республиками или независимыми самостоятельными монархиями, сохранили юрисдикцию Тайного совета, заключив соответствующие договоры с британской короной. Однако со временем многие члены стали понимать, что Тайный совет больше не соответствует их местным ценностям и становится препятствием на пути к полной судебной независимости.

### Австралия
В Австралии право на апелляцию из судов Союза было фактически отменено законодательно, а из судов штатов — Актом об Австралии 1986. В австралийской конституции по-прежнему есть положение, позволяющее Высокому суду Австралии разрешать апелляции в Тайный совет по внутренним вопросам; однако, Высокий суд постановил, что он не будет давать такого разрешения и что такое полномочие со временем аннулировалось и вышло из употребления согласно разделу 11 Акта об Австралии 1986.

### Гонконг
После передачи Гонконга Китайской Народной Республике в 1997 году его судебная система была изменена. Теперь высшим судебным органом является Высший апелляционный суд Гонконга. В деле Тхапа Индра Бахадур против министра безопасности [2000 2 HKLRD 113] Высший апелляционный суд подтвердил, что решения Судебного комитета Тайного совета, вынесенные до 1 июля 1997 года по апелляциям из Гонконга после возвращения суверенитета по-прежнему являются обязательными для всех судов Гонконга, кроме Высшего апелляционного суда, то есть эти решения остаются частью общего права Гонконга, пока они не будут им самим же отменены.
С другой стороны, несмотря на то что решения Тайного совета до 1 июля 1997 года по апелляциям не из Гонконга, а также решения британских судов после этой даты являются вообще необязательными для гонконгских судов, они считаются убедительными и продолжают рассматриваться в зависимости от важных обстоятельств. Временный судья Высшего апелляционного суда лорд Миллет по делу Солиситор против Общества юристов Гонконга (2008 11 HKCFAR 117) подвёл такой итог:
«Решения Тайного совета по гонконгским апелляциям до 1 июля 1997 остаются обязательными для судов Гонконга. Это соответствует принципу непрерывности правовой системы, изложенному в статье 8 Основного закона. Решения Тайного совета по апелляциям не из Гонконга имеют лишь убедительную силу. Такие решения не были обязательными для судов Гонконга по теории прецедента до 1 июля 1997 и не являются обязательными теперь. Аналогично дело обстоит и с решениями Палаты лордов до 1 июля 1997. Очень важно, чтобы суды Гонконга получали поддержку от зарубежной юриспруденции, особенно от апелляционных судов последней инстанции других стран общего права. Это признаётся в статье 84 Основного закона»
В отличие от других стран с системой общего права, полномочие окончательной интерпретации конституционного документа — Основного закона Гонконга, согласно статье 158 Закона принадлежит не Апелляционному суду, а Постоянному комитету Всекитайского собрания народных представителей, который в отличие от Судебного комитета Тайного совета является политическим (законодательным) органом, а не судом.

### Индия
Индия сохраняла за собой право на апелляцию из Федерального суда Индии в Тайный совет с момента провозглашения Доминиона Индия и до вступления в силу Закона об отмене юрисдикции Тайного совета 1949 и учреждения в январе 1950 года Верховного суда Индии.

### Ирландское Свободное государство
Апелляции в Тайный совет предусматривались в конституции Ирландского Свободного государства до их отмены в 1933 году законом, изданным Парламентом Ирландии. В апелляции по делу Мур против Генерального атторнея Ирландского Свободного государства (1935, Сборник решений по апелляциям 484 (Тайный совет))поданной в Тайный совет в 1935 году, решение парламента оспаривалось как нарушение Англо-ирландского договора 1921 года. Известно, что тогдашний Генеральный атторней Англии и Уэльса сэр Томас Инскип предупредил бывшего в тот момент Генерального атторнея Ирландского Свободного государства Конора Магуайра, что Ирландия не имеет права отменять апелляции в Тайный совет. Сам же Судебный комитет Тайного совета постановил, что ирландское правительство имело такое право в соответствии с Вестминстерским статутом 1931 года.

### Канада
Собственный Верховный суд был создан в Канаде в 1875 году, тогда же были отменены апелляции в Тайный совет по уголовным делам. Однако в деле Надан против Короля [1926, дело, слушающееся в порядке апелляции 482(PC)] Тайный совет разрешил подателю апелляции по уголовному делу направить её для рассмотрения в Судебный комитет и постановил, что положения Уголовного кодекса Канады, запрещающие это делать нарушают права заявителей, а Парламент Канады, который принимает такие нормы закона, выходит за пределы своих полномочий, поскольку стремился любыми путями избавиться от прежнего имперского законодательства, невзирая на явную противоречивость своих действий. Этот вопрос, наряду с делом Кинга — Бинга, был серьёзной проблемой для Канады и темой обсуждения на Имперской конференции 1926 года, в результате которой была принята Декларация Бальфура. Декларацией, и её законодательным подтверждением в Вестминстерском статуте 1931 года, препятствие, законно или незаконно мешавшее отменить апелляции в Тайный совет, было окончательно устранено. Апелляции по уголовным делам перестали направляться в Тайный совет в 1933 году. О попытках распространить такую практику на гражданские вопросы забыли в ходе растущего международного кризиса 1930-х годов, но вновь заговорили о ней уже после Второй мировой войны — в итоге апелляции по гражданским делам перестали направляться в Лондон только в 1949 году. Дела, начатые до 1949 года по-прежнему могли рассматриваться Судебным комитетом — последнее такое дело Ponoka-Calmar Oils против Уэйкфилда [1960, дело, слушающееся в порядке апелляции, 18] было закрыто в 1959 году.
Судебный комитет Тайного совета сыграл спорную роль в становлении канадского федерализма: тогда как Отцы-основатели Конфедерации, договариваясь о союзе британо-североамериканских колоний на фоне Гражданской войны 1861—1865 годов, хотели получить сильное центральное управление при относительно слабых провинциях, апелляции в Судебный комитет Тайного совета по конституционным вопросам постепенно уравняли значение центра и провинций в пользу последних. Кроме того также предлагалось, чтобы канадские коренные народы получили право на апелляцию в Судебный комитет из-за того, что их догово́ры были заключены с Великобританией, когда Канада ещё не была образована как государство, но всё же Судебный комитет ни разу не согласился рассматривать такие апелляции с 1867 года, ссылаясь на то, что заявители не обладают правом на апелляцию.

### Карибское сообщество
В 2001 году страны Карибского сообщества проголосовали за отмену права на апелляцию в Судебный комитет Тайного совета и направление всех апелляций в Карибский суд. Дату открытия нового суда неоднократно переносили из-за споров между странами-членами Карибского сообщества и Судебным комитетом. В 2005 году Барбадос заменил процедуру апелляции Её Величеству в совете на апелляции в Карибский суд, который начал работу в том же году. В Республике Гайана в 1970 году, при премьер-министре Форбсе Бернеме, также был принят местный закон, позволяющий Карибскому суду быть там высшим апелляционным судом последней инстанции. 1 июня 2010 года к вышеназванным странам присоединился Белиз.
В 1984 году на Гренаде правительством Мориса Бишопа был принят ряд законов, запрещающие апелляции в Судебный комитет, но с 1991 года все законы, принятые после Гренадской революции, постепенно признаются неконституционными. В настоящее время некоторые другие страны КАРИКОМ также заявляют о своей готовности отменить апелляции в Судебный комитет Тайного совета в ближайшем будущем. Правительство Ямайки, в частности, было в состоянии отменить апелляции в Судебный комитет и без согласия оппозиции в Парламенте. Однако, Судебный комитет Тайного совета постановил, что процедура в парламенте Ямайки, при которой можно обойти мнение оппозиции, не действительна и неконституционна.
Карибские правительства находятся под возросшим давлением своего населения, требующего найти пути отмены предшествующих постановлений Судебного комитета Тайного совета в таких делах Карибского региона, как Эрл Прэтт и Иван Морган против Генерального атторнея Ямайки (1993), Джеффри Джозеф против Королевы и Барбадоса (2002) и Чарльз Мэтьюз против Тринидад и Тобаго (2004), по которым был вынесен смертный приговор.
Бывший председатель Верховного суда Великобритании лорд Филлипс Уорт Мейтраверс высказал своё недовольство тем, что карибские и другие страны Содружества зависят от британского Судебного комитета Тайного совета. В интервью Файнэншл таймс лорд Филлипс заявил, что «„в идеале“ страны Содружества, включая карибские страны, всё-таки перестанут пользоваться услугами Тайного совета и создадут вместо него свои собственные апелляционные суды последней инстанции».

### Малайзия
В Малайзии апелляции в Тайный совет по уголовным и конституционным вопросам были отменены в 1978 году, а по гражданским вопросам — в 1985 году.

### Новая Зеландия
Отменить апелляции в Тайный совет из Новой Зеландии предлагалось ещё в начале 1980-х. Но только в октябре 2003 года законодательство было изменено, и апелляции по всем делам, слушавшимся Апелляционным судом Новой Зеландии начиная с 2004 года, стали направляться в Верховный суд Новой Зеландии. В 2008 году лидер Национальной партии Новой Зеландии Джон Ки исключил всякую возможность упразднения Верховного суда и возвращения к Тайному совету.

### Пакистан
Доминион Пакистан сохранял право на апелляцию в Тайный совет из Федерального суда Пакистана до принятия Закона о Тайном совете (прекращении юрисдикции) 1950. Федеральный суд Пакистана оставался высшим судом до 1956 года, пока не был учреждён Верховный суд Пакистана.

### Родезия
Несмотря на то что Родезийская конституция 1965 года вступила в силу в результате одностороннего провозглашения независимости, апелляции продолжали направляться в Тайный совет вплоть до 1969 года.

### Сингапур
В Сингапуре апелляции в Тайный совет по всем вопросам, кроме дел, касающихся смертной казни и гражданских дел, в которых стороны согласились на такую апелляцию, были отменены в 1989 году. Это произошло вслед за решением Тайного совета 1988 года, в котором он критиковал «вопиющую несправедливость» в отношении оппозиционного политика Джошуа Бенджамин Джеяретнам со стороны Правительства Сингапура. Оставшиеся права на апелляцию были окончательно отменены в 1994 году.

### Шри-Ланка (Цейлон)
На Цейлоне апелляции в Тайный совет были отменены в 1972 году, когда Доминион Цейлон стал Республикой Шри-Ланка. До этого в приговоре по делу Ибралеббе против Королевы [1964, дело, слушающееся в порядке апелляции 900] Тайный совет постановил, что, несмотря на получение страной независимости в 1948 году в форме доминиона, он остаётся высшим апелляционным судом на Цейлоне.

### Южно-Африканский Союз
В Южно-Африканском Союзе право на апелляцию в Тайный совет из Апелляционного отделения Верховного суда Южно-Африканского Союза было отменено в 1950 году.